# La Douze
La Douze település Franciaországban, Dordogne megyében. Lakosainak száma 1147 fő (2022. január 1.). La Douze Saint-Pierre-de-Chignac, Saint-Félix-de-Reillac-et-Mortemart, Lacropte, Saint-Geyrac, Boulazac Isle Manoire és Sanilhac községekkel határos.

## Népesség
A település népességének változása:
| Lakosok száma | 693  | 801  | 866  | 991  | 1119 | 1133 | 1150 | 1165 | 1162 | 1147 |
|               | 1968 | 1982 | 1990 | 2006 | 2013 | 2015 | 2017 | 2019 | 2020 | 2022 |